# Nizozemsko na Zimních olympijských hrách 2014

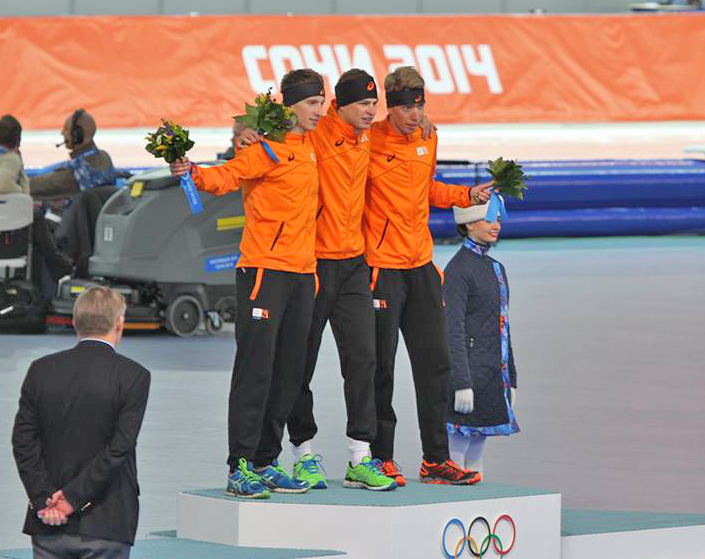
Stupně vítězů v rychlobruslení 5 000 metrů mužů

Nizozemsko na Zimních olympijských hrách 2014 reprezentuje 41 sportovců, kteří se účastní her ve dnech 7. – 23. února 2014.

## Medailisté
| Medaile | Jméno                                                                 | Sport          | Disciplína                  | Datum     |
| ------- | --------------------------------------------------------------------- | -------------- | --------------------------- | --------- |
| Zlato   | Jorrit Bergsma                                                        | Rychlobruslení | Muži 10 000 m               | 18. února |
| Zlato   | Stefan Groothuis                                                      | Rychlobruslení | Muži 1000 m                 | 12. února |
| Zlato   | Sven Kramer                                                           | Rychlobruslení | Muži 5000 m                 | 8. února  |
| Zlato   | Jorien ter Morsová                                                    | Rychlobruslení | Ženy 1500 m                 | 16. února |
| Zlato   | Michel Mulder                                                         | Rychlobruslení | Muži 500 m                  | 10. února |
| Zlato   | Ireen Wüstová                                                         | Rychlobruslení | Ženy 3000 m                 | 9. února  |
| Zlato   | Jan Blokhuijsen Sven Kramer Koen Verweij                              | Rychlobruslení | Muži stíhací závod družstev | 22. února |
| Zlato   | Jorien ter Morsová Marrit Leenstraová Lotte van Beeková Ireen Wüstová | Rychlobruslení | Ženy stíhací závod družstev | 22. února |
| Stříbro | Jan Blokhuijsen                                                       | Rychlobruslení | Muži 5000 m                 | 8. února  |
| Stříbro | Sven Kramer                                                           | Rychlobruslení | Muži 10 000 m               | 18. února |
| Stříbro | Jan Smeekens                                                          | Rychlobruslení | Muži 500 m                  | 10. února |
| Stříbro | Koen Verweij                                                          | Rychlobruslení | Muži 1500 m                 | 15. února |
| Stříbro | Ireen Wüstová                                                         | Rychlobruslení | Ženy 1000 m                 | 13. února |
| Stříbro | Ireen Wüstová                                                         | Rychlobruslení | Ženy 1500 m                 | 16. února |
| Stříbro | Ireen Wüstová                                                         | Rychlobruslení | Ženy 5000 m                 | 19. února |
| Bronz   | Lotte van Beeková                                                     | Rychlobruslení | Ženy 1500 m                 | 16. února |
| Bronz   | Jorrit Bergsma                                                        | Rychlobruslení | Muži 5000 m                 | 8. února  |
| Bronz   | Margot Boerová                                                        | Rychlobruslení | Ženy 500 m                  | 11. února |
| Bronz   | Margot Boerová                                                        | Rychlobruslení | Ženy 1000 m                 | 13. února |
| Bronz   | Bob de Jong                                                           | Rychlobruslení | Muži 10 000 m               | 18. února |
| Bronz   | Carien Kleibeukerová                                                  | Rychlobruslení | Ženy 5000 m                 | 19. února |
| Bronz   | Sjinkie Knegt                                                         | Short track    | Muži 1000 m                 | 15. února |
| Bronz   | Michel Mulder                                                         | Rychlobruslení | Muži 1000 m                 | 12. února |
| Bronz   | Ronald Mulder                                                         | Rychlobruslení | Muži 500 m                  | 10. února |